# Symphurus ligulatus
Symphurus ligulatus, noto in italiano come lingua lunga, è un pesce osseo marino della famiglia Cynoglossidae.

## Distribuzione e habitat
È diffuso nella fascia tropicale e subtropicale dell'Oceano Atlantico orientale lungo le coste africane e nel mar Mediterraneo occidentale, dove non è raro.
Fa vita bentonica su fondi sabbiosi o fangosi tra 200 ed 800 metri di profondità.

## Descrizione
Come tutti i pesci piatti questa specie ha corpo appiattito e asimmetrico, con gli occhi su un solo lato (lato oculare) mentre l'altro lato è depigmentato (lato cieco). Assomiglia molto alla congenere Symphurus nigrescens da cui si distingue per la sagoma più stretta allungata (la lunghezza è più di 4 volte l'altezza del corpo), per la parte posteriore meno appuntita e per il numero di raggi della pinna dorsale che sono più di 100 (in S. nigrescens sono meno di 90). Le scaglie, al contrario che in S. nigrescens, si distaccano difficilmente. 
Il colore è bruno giallastro variamente variegato e maculato.
Misura fino a 10 cm.

## Biologia
Quasi ignota.

## Pesca
Si cattura talvolta con le reti a strascico di alto fondale e, sebbene sia commestibile, non ha alcun valore commerciale o alimentare.